# Середньовічна українська література
Середньовічна українська література залишається одним із найменш досліджених періодів давньої української літератури. Це пов'язано з багатолітнім упередженим ставленням до неї багатьох вітчизняних літературознавців.
Зокрема, Івану Франку належить твердження: «Праця була, письменство писалося, та не було ані іскри живої думки, не було зерна духовного інтересу, який би з тої механічної праці робив якесь справді живе органічне діло». До українського Середньовіччя П. Білоус відносить літературу ХІ - першої пол. XVI ст. Літературний процес українського пізнього середньовіччя (від падіння Києва 1240 р. до 15 ст.), за Ю. Пелешком, періодизується так:
1. Середина 13 — середина 14 ст. (тематика — вороже нашестя, покаянні та есхатологічні настрої; прикметна риса — орнаментальність; основні твори — Галицько-Волинський літопис, «Ізмарагд», «Маргарит», ораторсько-учительна література, перекладні твори)
2. Середина 14 ст. — кінець 15 ст. (поява передренесансних тенденцій, емоційно-експресивний стиль, підвищена увага до людини та її психології, основні твори належать до «високих жанрів»: житія, проповіді, похвальні слова)

Із творчості Юрія Дрогобича починається відлік нового періоду давньої української літератури, якому були притаманні ренесансні риси, зокрема значна кількість творів написані латинською мовою класичного зразка.

## Пам'ятки
- Четья-Мінея 1489*